# Hylemera sogai
Hylemera sogai là một loài bướm đêm trong họ Geometridae.